# گد برانان
گد برانان (انگلیسی: Ged Brannan؛ زادهٔ ۱۵ ژانویهٔ ۱۹۷۲) بازیکن فوتبال اهل بریتانیا است.
از باشگاه‌هایی که در آن بازی کرده‌است می‌توان به باشگاه فوتبال رادکلیف بورو، باشگاه فوتبال ترانمره راورز، باشگاه فوتبال مورکم، باشگاه فوتبال واکسول موتورز، باشگاه فوتبال بارسکو، باشگاه فوتبال روچدیل، باشگاه فوتبال نوریچ سیتی، باشگاه فوتبال ویگان اتلتیک، باشگاه فوتبال منچستر سیتی، باشگاه فوتبال مادرول، و باشگاه فوتبال آکرینگتون استنلی اشاره کرد.